# Brzeziny (gmina, Grande-Pologne)
Pour les articles homonymes, voir Brzeziny (homonymie).
Brzeziny est une gmina rurale du powiat de Kalisz, Grande-Pologne, dans le centre-ouest de la Pologne. Son siège est le village de Brzeziny, qui se situe environ 23 km au sud-est de Kalisz et 129 km au sud-est de la capitale régionale Poznań.
La gmina couvre une superficie de 127,05 km2 pour une population de 5 866 habitants.

## Géographie
La gmina inclut les villages d'Aleksandria, Brzeziny, Chudoba, Czempisz, Dzięcioły, Fajum, Jagodziniec, Jamnice, Moczalec, Ostrów Kaliski, Pieczyska, Piegonisko-Pustkowie, Piegonisko-Wieś, Przystajnia, Przystajnia-Kolonia, Rożenno, Sobiesęki, Wrząca, Zagórna et Zajączki.
La gmina borde les gminy de Błaszki, Brąszewice, Czajków, Kraszewice, Sieroszewice et Szczytniki.